# De dwaze monnik
De Dwaze Monnik is een historische stripreeks, bedacht en getekend door Vink. Het verhaal speelt zich af in China, ten tijde van de middeleeuwen en is realistisch getekend. De eerste tien delen verschenen in het Nederlands met harde kaft bij uitgeverij Dargaud, in de collectie Première.Daarna verschenen nog vijf delen over He Pao in de reeks De omzwervingen, waarvan slechts de eerste twee in het Nederlands verschenen, met slappe kaft.

## Het verhaal
In de serie staan de belevenissen van de hoofdpersoon He Pao centraal. Zij is een jong meisje van westerse afkomst dat opgroeit op het Chinese platteland in een pleeggezin. Omdat ze kan vechten als een jongen krijgt ze de bijnaam "kleine barbaar". Vechtsporten hebben haar interesse en ze wordt een grote beoefenaar ervan. Als ze kennis krijgt van een superieure vorm van vechten, wil ze hier meer van afweten en gaat op zoek naar de bedenker ervan. 
De verhalen in de serie vinden plaats in het middeleeuwse China ten tijde van de Song-dynastie, wanneer de "barbaren" vanuit het noorden binnenvallen en een deel van het land bezetten. De zoektocht naar de bedenker van de krijgskunst, vormt de rode draad in de verhalen. He Pao ontdekt hoe ze deze manier van vechten eigen kan maken. Die krijgskunst is bedacht door een monnik (Zhou Li), die tijdens zijn jaren van studie in het klooster een zeer superieure gevechtskunst ontwikkelt, waarvan de beoefenaar uiteindelijk krankzinnig kan worden als deze de regels van het beoefenen ervan negeert. Die regels houden in dat het verboden is om te kwetsen of te doden op straffe van de dood door een hersenbloeding.

## Albums
| Nummer | Titel                             | Collectie             | Verschenen |
| ------ | --------------------------------- | --------------------- | ---------- |
| 1      | De dwaze monnik                   | Collectie Premiere 2  | 1986       |
| 2      | Het stenen geheugen               | Collectie Premiere 3  | 1986       |
| 3      | De purperen mist                  | Collectie Premiere 8  | 1988       |
| 4      | De pas van de wind                | Collectie Premiere 11 | 1990       |
| 5      | Het klooster v/d kostbare spiegel | Collectie Premiere 12 | 1992       |
| 6      | Het hol van de slang              | Collectie Premiere 13 | 1993       |
| 7      | Een warreling van Witte Bloemen   | Collectie Premiere 14 | 1994       |
| 8      | De reis van kleine Li             | Collectie Premiere 15 | 1995       |
| 9      | Het toernooi van de eenhoorns     | Collectie Premiere 16 | 1997       |
| 10     | Goudstof                          | Collectie Premiere 17 | 1999       |
| 11     | De bewegende berg                 | Omzwervingen 1        | 2000       |
| 12     | Het geheim van Ghinko             | Omzwervingen 2        | 2002       |